# 維拉格蘭德 (加利福尼亞州)
維拉格蘭德（英語：Villa Grande）是位於美國加利福尼亞州索諾馬縣的一個非建制地區。該地的面積和人口皆未知。

## 地理
維拉格蘭德的座標為38°28′23″N 123°01′32″W / 38.47306°N 123.02556°W，而該地的平均海拔高度為16米（即52英尺）。